# María Luisa Lázzaro
María Luisa Lázzaro es una poetisa, compositora, cuentista, novelista, ensayista y editora de Venezuela.

## Biografía
María Luisa Lázzaro nació en Caracas, Venezuela, en 1950. Es Licenciada en Bioanálisis y en Letras, Magíster en Literatura Iberoamericana. Profesora Titular de la Escuela de Letras de la Universidad de Los Andes, y de la Maestría en Literatura Iberoamericana de esa misma institución. También se ha destacado como editora y escritora de libros para niños y jóvenes publicados en Mérida, en coedición con Fundalea y el CENAL.

## Poesía
- Poemas de agua (Mérida, 1978).

- Fuego de tierra (Caracas, 1981).

- Árbol fuerte que silba y arrasa (Mérida, 1988).

- Escarcha o centella, bebe conmigo (Mérida, 2004).

- Nanas a mi hombre para que no se duerma (Mérida, 2004)

- Del agua al fuego, compilación de los cinco primero libros (Mérida, 2012)

## Novelas
- Habitantes de tiempo subterráneo (novela). Ediciones Fundalea. Mérida-Venezuela, 2006.

- Tantos Juanes o la venganza de la Sota (novela) Caracas, Planeta, 1993.

## Narrativa Breve
- ¿Cómo contarlo?. Mérida - Venezuela, 2008.

- Junta de hijas. Fondo Editorial "Ramón Palomares". Mérida - Venezuela, 2008.

## Investigaciones literarias
- Viaje inverso: sacralización de la sal  Academia de la Historia, Caracas,1985.

- La inquietud de la memoria en el caos familiar (Mérida, 1995).

## Libros para niños y jóvenes
- Marigüendi y la jaula dorada (En La infancia en la poesía venezolana, 1983) (Mérida, 1995).

- Mamá cuéntame un cuento que no tenga lobo (Mérida, 1984).

- El niño, el pichón y el ciruelo (Mérida, 1990).

- Parece cuento de Navidad, Darlinda (Mérida, 1994).

- Para qué sirven los versos (Mérida, 1995).

- Una mazorca soñadora (Mérida, 1995).

- Un pajarito, una pajarita y la casualidad (Mérida, 1995).

- La almohada muñeca (Mérida, 1996).

- Libro bifronte: El loro de la infancia y otros relatos /Mamá cuéntame un cuento que no tenga lobo y otros relatos (Mérida, 2006).

- Cuentos para el sofá (Mérida, 2011).